# RTS 2 (Suisse)
 (mars 2022).
Si vous disposez d'ouvrages ou d'articles de référence ou si vous connaissez des sites web de qualité traitant du thème abordé ici, merci de compléter l'article en donnant les références utiles à sa vérifiabilité et en les liant à la section « Notes et références ».
Pour les articles homonymes, voir RTS 2.
RTS 2 est une chaîne de télévision généraliste nationale publique suisse de la RTS fondée en 1997. Elle a été anciennement connue sous les noms de TSR 2 (1997-2012) et de RTS Deux (2012-2019).

## Histoire de la chaîne
En 1997, la TSR lance un deuxième canal baptisé TSR 2 qui viendra compléter les programmes de la chaîne historique, renommée pour l'occasion en TSR 1. TSR 2 est le successeur romand de la 4e chaîne nationale suisse S Plus, lancée en 1993 et renommée Suisse 4 en 1995.
La chaîne change d'identité visuelle en 2006 en troquant son dé orange contre un S de même couleur.
La chaîne a commencé des diffusions régulières au format 16/9 depuis l'été 2006 et diffuse intégralement dans ce format depuis le 1er décembre 2007 (sauf exceptions en format 4/3).
Le 29 février 2012, TSR 2 a changé de nom pour devenir RTS Deux, mettant en avant l'appartenance de la chaîne à l'unité d'entreprise RTS (Radio télévision suisse) issue de la fusion de la TSR et de la RSR. Le logo conserve la couleur orange, qui identifie la chaîne depuis son lancement en 1997. À cette même date, la chaîne RTS Deux est transmise en HD sur le satellite et sur les réseaux de télévision numériques câblés. La diffusion en SD se poursuit pour assurer la transition pour les récepteurs et téléviseurs ne supportant pas le format haute définition.
Le 26 août 2019, RTS Deux devient RTS 2 et adopte un nouveau logo, dont la graphie se rapproche de celle de la SRF et de la typographie suisse.
Le 21 août 2023, RTS 2 change d’identité visuelle et d’habillage, abandonnant l’orange au profit d’un violet lavande, mettant ainsi fin à la couleur emblématique adoptée depuis la création de la chaîne,.

## Identité visuelle

### Logos

Logo de TSR2 du 1er septembre 1997 au 9 janvier 2006.
Logo de TSR2 du 9 janvier 2006 au 29 février 2012.
Logo de RTS Deux du 29 février 2012 au 24 août 2015.
Logo de RTS Deux du 24 août 2015 au 26 août 2019.
Logo de RTS 2 du 26 août 2019 au 21 août 2023.
Logo de RTS 2 depuis le 21 août 2023.

## Diffusion
RTS 2 n'est plus émise en hertzien analogique ni en télévision numérique terrestre mais uniquement par internet et par câble. Les téléspectateurs peuvent également recevoir cette chaîne via les téléréseaux, la ligne téléphonique (BluewinTV) ou divers fournisseurs sur internet tels que Zattoo ou Wilmaa. La chaîne est également transmise par le satellite Hot Bird sous forme cryptée. Les résidents suisses peuvent obtenir une carte d'accès contre paiement d'une taxe unique (le paiement de la redevance TV est obligatoire). Elle peut ainsi être captée par les expatriés. Dans ce cas, la carte d'accès est également nécessaire mais des frais annuels sont perçus (la redevance suisse est couverte par les frais annuels).
Depuis le 29 février 2012, RTS 2, tout comme RTS 1, est transmise à la fois en SD et en HD sur le satellite Eutelsat Hot Bird 8. Cette diffusion double sera maintenue jusqu'en 2015.
La chaîne n’est plus diffusée sur Numéricable dans les régions françaises frontalières de la Suisse depuis le 2 juin 2019 et revenue sur la TNT depuis le 12 juin 2020 sur le Grand Genève et dans le Jura depuis le 23 décembre 2020.
Au Liechtenstein, RTS 2 est diffusée par câble sur le canal 132 de l'offre commerciale FL1 de Telecom Liechtenstein.

## Programmes
Les programmes de la chaîne sont principalement composés de rediffusions des émissions de RTS 1, de programmes pour les enfants et adolescents, de documentaires ou programmes culturels ainsi que de retransmissions sportives.
Certains grands événements sportifs ou la Formule 1 sont diffusés par RTS 1.

### Information
- RTS Info : diffusé quelques heures par jour et durant la nuit après la fin des programmes.
- Le Journal de 12h45 : rediffusé en décalage de RTS 1 du lundi au vendredi à 13 h 20.
- Météo de midi : rediffusée en décalage de RTS 1 du lundi au vendredi à 13 h 45.
- Le Journal de 19h30 signé : diffusé en simultané de l'édition de RTS 1 mais accompagné d'un traducteur en langue des signes.

### Magazine
RTS 2 rediffuse la plupart des magazines de RTS 1.
- Cuntrasts : RTS 2 retransmet chaque dimanche à 20h05 ce magazine de la Radiotelevisiun Svizra Rumantscha (RTR), également diffusé sur SRF 1, pour le public rhéto-roman vivant en Suisse romande.
- Histoire vivante : le dimanche à 20h35.
- Signes, l'émission mensuel en langue des signes.

### Sport
Très axée sur le sport, RTS 2 retransmet en direct la plupart des grands événements sportifs mondiaux, comme les championnats du monde ou les Jeux olympiques. Une liste des événements diffusés sur RTS 2 :
- Football : Coupe du monde, Euro, Matchs de l'équipe de Suisse, Équipes suisses en Ligue des champions, et en Ligue Europa, ou en Supercoupe de L'UEFA, Championnats et Coupe de Suisse.
- Hockey sur glace : Mondial, Championnat (playoff) et Coupe de Suisse, Coupe Spengler.
- Formule 1 : Qualifications (course sur RTS 1).
- Golf : Open de Crans-Montana.
- Tennis : Tournois du Grand Chelem, Masters Cup ou demi-finales de Masters 1000 si un suisse y est présent.
- Cyclisme : Mondial, Les Classiques, Tour de Suisse, Tour de Romandie.
- Snowboard : Mondiaux.
- Ski nordique : Mondiaux et manches de coupe du monde en Suisse.
- Ski alpin : Mondial et Coupe du monde.
- Curling : Mondial et Euro en Suisse.
- Patinage artistique : Mondial et Euro.
- Triathlon : Mondial en Suisse.
- Motocyclisme : Mondial vitesse.

## Audiences
RTS 2 est la quatrième chaîne la plus regardée en Suisse romande avec 7,8 % de parts.
| 2011  | 2012  | 2013  | 2014  | 2015  | 2016  | 2017  | 2018  | 2019  | 2020  | 2021  |
| ----- | ----- | ----- | ----- | ----- | ----- | ----- | ----- | ----- | ----- | ----- |
| 6,1 % | 7,1 % | 6,6 % | 8,6 % | 6,7 % | 7,8 % | 6,1 % | 7,6 % | 5,8 % | 5,1 % | 7,0 % |

Source : Mediapulse